# Eid (Norvège)
Pour les articles homonymes, voir Eid.
Eid était une commune du comté de Sogn og Fjordane.
La commune a été créée en 1838 puis en 1867 Hornindal s'est séparée de la commune.
La commune est située au centre des municipalités de Måløy, Sandane, Stryn et Volda, à côté de Hornindalsvatnet, le plus profond lac d'Europe. Son centre se trouve à Nordfjordeid.
La population de la commune s'élèvait en 2007 à 5848 habitants sur une surface de 469 km2.
La commune a fusionné avec Selje pour former la commune de Stad le 1er janvier 2020.